# Willy Wiedmann
Wilhelm Richard Heinrich „Willy“ Wiedmann (* 14 de marzo de 1929 en Ettlingen, Karlsruhe; † el 21 de junio de 2013 en Bad Cannstatt, Stuttgart) fue un pintor, pintor de iglesias, escultor en madera, músico, compositor, autor y galerista alemán. 
Junto a gran cantidad de composiciones, poemas y cuadros, creó además un estilo de pintura propio: la pintura policónica. En este tipo de arte creó también la obra de su vida, La Biblia de Wiedmann.
En 2002 Wilhelm Wiedmann fue condecorado con la Cruz Federal del Mérito por su trabajo en pos del arte y la cultura.     

## Reseña biográfica

### Privado
Wilhelm Richard Heinrich (Willy) Wiedmann nació en 1929 en Ettlingen, Karlsruhe, hijo de Richard y Klara Wiedmann (nombre de soltera Weiss). Se casó con Hilda Wiedmann (nombre de soltera Wagner) y tuvo tres hijos: Richard, Cornelia y Martin. Tuvo dos perros a los que llamó Jakob y Jakobine, muy relacionado con su “Galerie am Jakobsbrunnen” (Galería Fuentes de Jakobo). Ellos y su mujer le acompañaron en algunos de sus innumerables viajes al extranjero, a exposiciones y festivales. En 2013 Wiedmann murió a la edad de 84 años en Stuttgart-Bad Cannstatt.

### Formación
Como ya hizo con sus estudios, Willy Wiedmann no se encasilló en un estilo artístico. La música y la pintura fueron importantes elementos de sus creaciones artísticas en igual medida. Incluso incorporó la música en sus cuadros.

## El músico y compositor
Wiedmann creó en total 150 obras musicales. Además trabajó como músico y compositor libre en el Württembergischen Staatstheater Stuttgart (1954–1964)  y en emisoras de radio, como por ejemplo SDR, SWF, ARD y ZDF (1964–1982). Durante más de diez años tocó Willy (Wilhem) Wiedmann como músico de jazz, para poder financiar sus estudios. Durante esa época trabajó junto a artistas de renombre mundial: desde Louis Armstrong y Ella Fitzgerald pasando por Stan Getz y Benny Goodman hasta Lionel Hampton y Oscar Peterson. Pero la música no le bastaba a este multitalento.

## El pintor y galerista

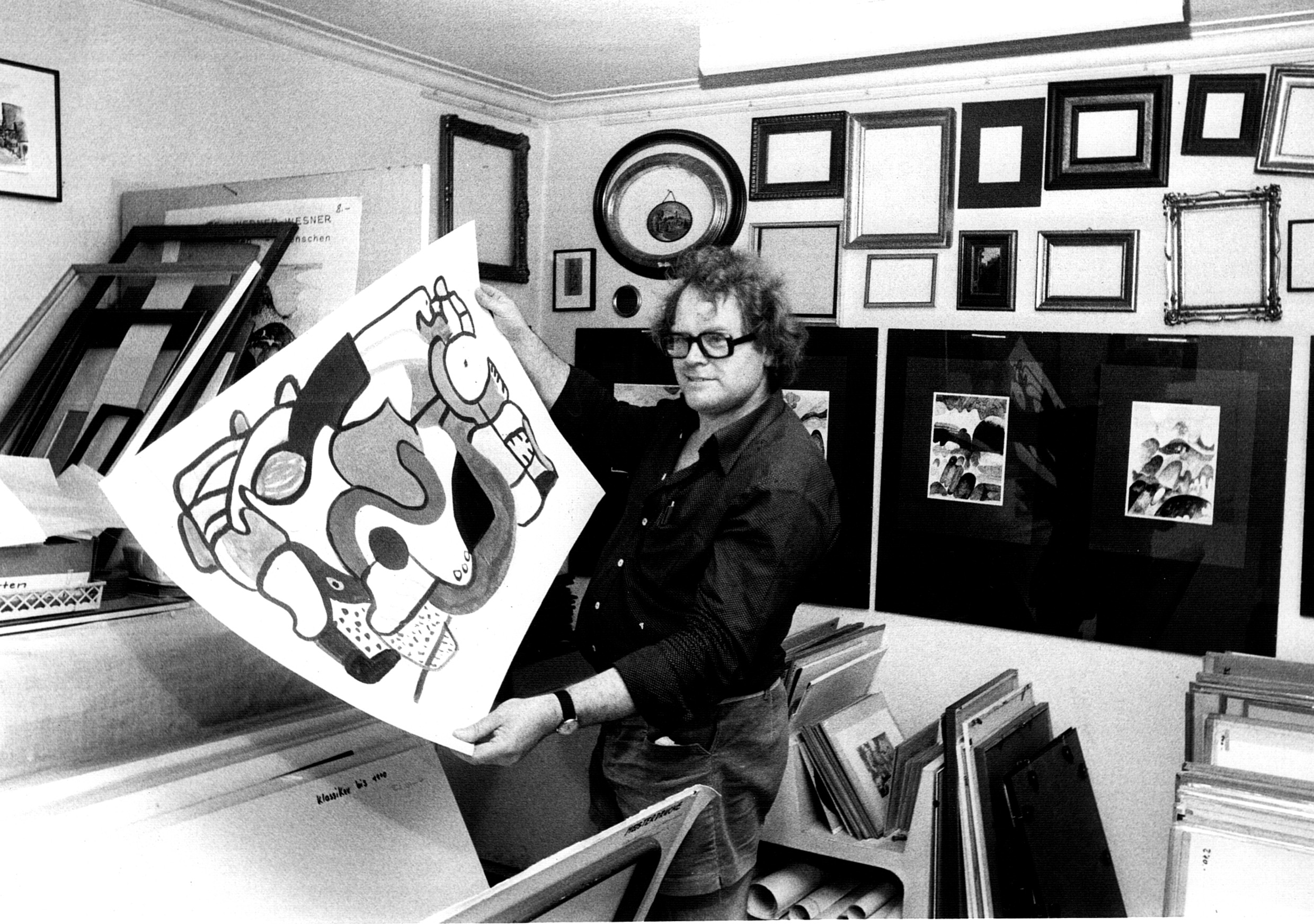

Tras sus estudios en la Akademie der bildenden Künste (Academia de artes plásticas) en Stuttgart Willy Wiedmann desarrolló su propio estilo de pintura, al cual llamó pintura policónica, cuya primera exposición fue en 1965 en Stuttgart y después internacionalmente.
Pero sobre todo le encantaba la pintura de iglesias. En total confeccionó artísticamente cuatro iglesias y creó numerosos pinturas de frescos y otras técnicas en, entre otros países, Italia, Austria, Dinamarca y Alemania desde 1975 hasta 1998. Entre ellas figuraba la Martinskirche (Iglesia de San Martín) en Wildberg y la Pauluskirche (Iglesia de San Pablo) en Zuffenhausen, Stuttgart.
En 1982 terminó la “ventana de San Martín” (ventana de cristal) para la Iglesia de San Martín, en colaboración con Volker Saile y Laleh Bastian, y dos años más tarde se hizo cargo de pintar la totalidad de la Iglesia de San Pablo.

### La Biblia de Wiedmann - Pintura policónica

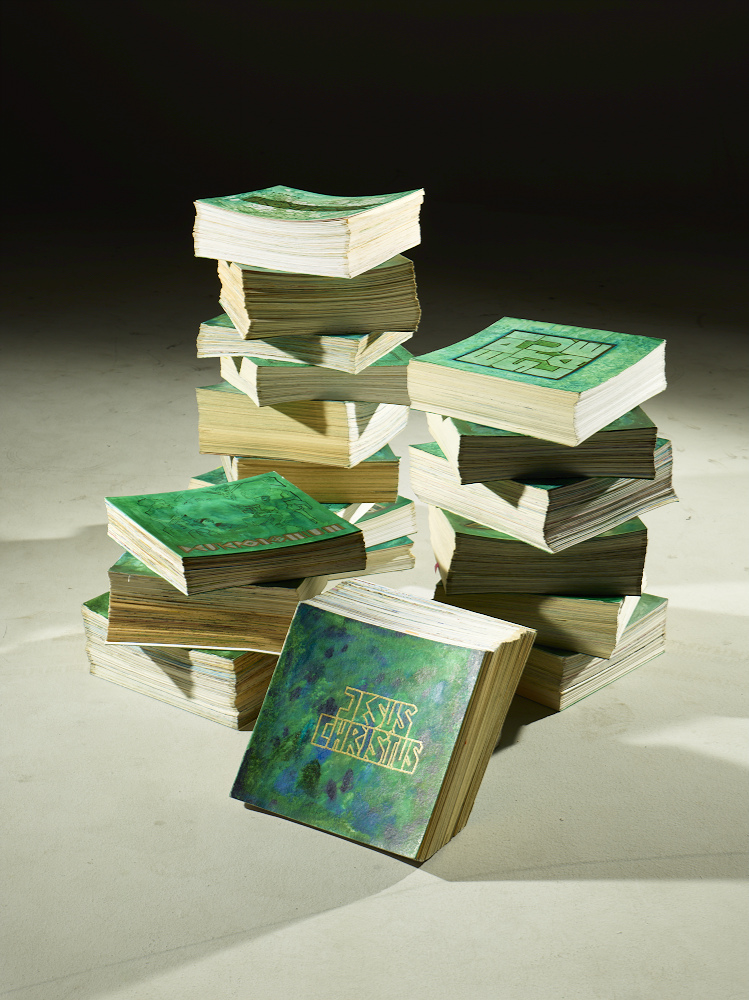

La conexión entre iglesia y arte fue lo que le dio la idea a Wiedmann para su obra maestra, La Biblia de Wiedmann. Trabajó en esa obra durante 16 años (1984-
2000). Con sus 3.333 páginas, en formato Leporello, es una de las Biblias ilustradas más largas del mundo. Wiedmann la creó con su estilo policónico. Durante su carrera pintó más de 30.000 cuadros, con los cuales tuvo mucho éxito, sobre todo internacionalmente.
Wiedmann no solo era conocido por las exposiciones de sus propias obras de arte en galerías nacionales e internacionales, sino también por fomentar a diversos artistas, que él mismo expuso en su galería. En 1964 Wiedmann abrió su primera galería, la “Galerie am Jakobsbrunnen” en Bad Cannstatt, Stuttgart, que dirigió hasta 1985. También colaboró como galerista con otros grandes artistas. Entre ellos se encontraban Pablo Picasso, Georges Braque y Salvador Dalí. Por ejemplo, ayudó a Dalí a ser conocido en Alemania, cuando la demanda de su arte en este país todavía era escasa.
Wiedmann expuso en 1966 en su galería “Galerie am Jakobsbrunnen” por primera vez los cuadros de Dalí en Stuttgart. Siguieron obras de la Escuela Vienesa y del Neoclasicismo, así como, durante el apartheid, obras del surafricano Nkoane Harry Moyaga. Wiedmann fue, según afirmación propia, el primer galerista en Europa que expuso piezas de un subsahariano de Sudáfrica.
En total Wiedmann todavía abriría y/o dirigiría cinco galerías más, entre ellas la sucursal “Pictures for business” New York (cofundador, 1967-1977), TWS-Etagengalerie en Stuttgart (Director 1972–1977), el Kunsthöfle en Bad Cannstatt, Stuttgart (Director 1983–1985) y el Bildhauergarten, Stuttgart (1983).

## El escritor
Además de su trabajo como pintor, galerista, músico y compositor, Wilhem Wiedmann siempre tuvo tiempo para la escritura. Redactó en total siete libros, quinientos poemas y bastantes textos para canciones como por ejemplo audio-textos. La mayoría de ellos los publicó bajo alguno de sus muchos pseudónimos, como por ejemplo “Alkibiades Zickle”. Bajo este alias también se le puso nombre a un restaurante, el “Zickle”.

### Pseudónimos
- Emilio Gräsli
- Alkibiades Zickle
- Marc Johann
- Theodor Abtsfeld
- George Yugone
- Eugen von Engelsbogen
- Allan Doe

## Obras
Willy Wiedmann…
- Diseñó 3 centros comerciales de la cadena alemana “Breuninger” con su propio estilo
- Diseñó el arte para 3 iglesias
- Dirigió 6 galerías
- Redactó 7 libros como autor e ilustrador
- Dirigió 10 eventos benéficos
- Escribió 500 poemas
- Compuso 1500 obras musicales
- Creó una versión de la Biblia de 3.333 páginas en estilo policónico (“La Biblia de Wiedmann”)
- 30.000 cuadros pintados

## Obras en espacios públicos
Iglesia de San Pablo e Iglesia de San Martín
Configuración artística de la Iglesia de San Pablo. Algunos de los libros de la Biblia están aquí presentados en estilo policónico. Este trabajo también le dio la idea para su obra maestra, La Biblia de Wiedmann.
Finalización de los bocetos y ventana acristalada de la Iglesia de San Martín. Punto de partida de la representación: Encuentro de Jesús con la pecadora en la casa de Simon (Lucas.7). La “Ventana de Jerusalem”, una ventana moderna del año 1976 en la pared sur del orfeón, es, como la “Ventana de Martin” de Willy Wiedmann. “Proyecto bodega de vino”, centro comercial, municipio Kuchen, comarca Göppingen en colaboración con Laleh Bastian.

## Exposiciones
- 1964 Willy Wiedmann: 1. Inauguración de la Galería Jakobsbrunnen – Exposición colectiva; Bad Cannstatt, Stuttgart
- 1964 Willy Wiedmann: Exposición anual en la Galería Jakobsbrunnen – Exposición colectiva; Bad Cannstatt, Stuttgart
- 1965 Willy Wiedmann: “Polykonmalerei” (Pintura policónica) – Galería Jakobsbrunnen, Galería am Berg, Galería Tangente, Bad Cannstatt, Stuttgart
- 1966 Willy Wiedmann: “Wechselausstellung” (Exposición alternando)– Galería Jakobsbrunnen Bad Cannstatt, Stuttgart y Forum Graz; Graz, Austria
- 1967 Willy Wiedmann: “Polykonmalerei” (Pintura policónica) – Inter Gallery –; Bruselas, Bélgica
- 1970 Artistas Gráficos de Stuttgart: Galería Pictures for Business, gira de arte de 2 años en universidades y bibliotecas en EE. UU. (entre otros el Royalton College, South Royalton, Vermont y Half Hollow Hills Community Library (grupo))[17][18][19][20]
- 1970 George Yugone: “Moonart” (Arte lunar)– Galería Jakobsbrunnen; Bad Cannstatt, Stuttgart
- 1971 Eugen von Engelsbogen: “Die letzten Tage der Menschen” (Los últimos días de los hombres) gráficos – Galería Jakobsbrunnen; Bad Cannstatt, Stuttgart
- 1971 Eugen von Engelsbogen: “Kalenderbilder” (Dibujos de calendario)– Galería Jakobsbrunnen; Bad Cannstatt, Stuttgart
- 1974 Eugen von Engelsbogen: Dibujos a color del ciclo “Der Tag Null” (El Día Cero) – Galería Jakobsbrunnen; Bad Cannstatt, Stuttgart
- 1974 Theodor Abtsfeld: Acuarelas y dibujos – Galería Jakobsbrunnen; Bad Cannstatt, Stuttgart
- 1975 Mark Johann: “Altes und neues Stuttgart” (Antigua y nueva Stuttgart) Dibujos en tinta china– TWS – Etagengalerie; Stuttgart
- 1975 Eugen von Engelsbogen: Dibujos a color – Galería Jakobsbrunnen; Bad Cannstatt, Stuttgart
- 1975 Emilio Gräsli: “Aquarelle eines Beleidigten” (Acuarelas de un resentido)– Galería Jakobsbrunnen; Bad Cannstatt, Stuttgart
- 1976 Allan Doe: “Romanzen in Alu” (Romances en aluminio)– Galería Jakobsbrunnen; Stuttgart
- 1976 Emilio Gräsli: “Aquarelle” (Acuarelas) – Galería Jakobsbrunnen; Bad Cannstatt, Stuttgart
- 1980 Emilio Gräsli: “Der Herr hat gesagt” Aquarelle (El Señor ha dicho - Acuarelas) – Galería Jakobsbrunnen; Bad Cannstatt, Stuttgart
- 1980 Theodor Abtsfeld: “Gouachen” (La aguada)– Galería Jakobsbrunnen; Bad Cannstatt, Stuttgart
- 1982 Emilio Gräsli: Acuarelas – “Liberté” (Libertad) Galería Grand Rue 11; Freiburg, Francia
- 1983 Allan Doe: “Sateliten” (Satélites) – Galería Jakobsbrunnen; Stuttgart
- 1983 Eugen von Engelsbogen: “Mord überall” (Muerte por todo) Escenas tormentosas – Galería Jakobsbrunnen; Bad Cannstatt, Stuttgart
- 1983 Emilio Gräsli: “Aquarelle” (Acuarelas) – Galería Jakobsbrunnen; Bad Cannstatt, Stuttgart
- 1984 Willy Wiedmann: “Polykon Stelen” (Estelas policónicas) – Jardín escultor; Bad Cannstatt, Stuttgart
- 1985 Emilio Gräsli: “Aquarelle” (Acuarelas) – Galería Jakobsbrunnen; Bad Cannstatt, Stuttgart
- 1985 Emilio Gräsli: “Mein Herr, Sie haben etwas verloren” (Señor, ha perdido algo) Acuarela – Galería Jakobsbrunnen; Stuttgart
- 1985 Allan Doe: “Technik im Weltraum” (Técnica en el espacio) – Galería Jakobsbrunnen; Stuttgart
- 1986 Willy Wiedmann: “Köpfe” (Cabezas) – Galería Kunsthöfle; Bad Cannstatt, Stuttgart
- 1986 Willy Wiedmann: “Vita-Polykone” (Trayectoria policónica)– Galería Jakobsbrunnen; Bad Cannstatt, Stuttgart
- 1986 Willy Wiedmann: “Balken-Polykone” (Vigas policónicas) – Jardín escultor; Bad Cannstatt, Stuttgart
- 1986 Theodor Abtsfeld: “Landschaften” (Paisajes) – Galería Jakobsbrunnen; Bad Cannstatt, Stuttgart
- 1987 Emilio Gräsli: “Kopf der Köpfe” (Cabeza de cabezas) – Galería Jakobsbrunnen; Stuttgart
- 1988 Willy Wiedmann: “Polykonwerke zu Kompositionen von Dietrich Buxtehude” (Obras policónicas para composiciones de Dietrich Buxtehude)– Galería Kunsthöfle; Stuttgart
- 1989 Emilio Gräsli: “Aquarelle einer Reise” (Acuarelas de un viaje) – Galería Jakobsbrunnen; Stuttgart
- 1989 Willy Wiedmann: “Polykonkompositionen” (Composiciones policónicas) – Jardín escultor; Bad Cannstatt, Stuttgart
- 1992 Emilio Gräsli: “Heilige Pflastersteine “ (Adoquines sagrados) – Acuarelas – Club Transatlántico vía Galería de Arte Karin Kupfer; Sao Paulo, Brasil
- 1992 Willy Wiedmann: “Mozart im Quadrat” (Mozart en el cuadrado) – Galería Jakobsbrunnen; Stuttgart
- 1992 Emilio Gräsli: “Spinnlein, Spinnlein auf der Haut” Acuarelas – Galería Jakobsbrunnen; Stuttgart
- 1998 Willy Wiedmann: “Occasion Musical” (Ocasión musical) – Galería Kunsthöfle; Stuttgart, Deutschland
- 1999 Willy Wiedmann: “Expolykone” (Ex-policonos) – Banco Popular de Cannstatt – Stuttgart, Deutschland
- 2005 Willy Wiedmann: “Space Views” (Vistas espaciales) Planetario Carl-Zeiss y Foyer Amtsgericht, Stuttgart
- 2006 Allan Doe: “Collagen und Zeichnungen” (Collages y dibujos)– Galería Jakobsbrunnen; Stuttgart
- 2007 Willy Wiedmann: “Humanity” (Humanidad) – Galería Kunsthöfle; Stuttgart, Deutschland

## Literatura
- Alkibiades Zickle, Emilio Graesli: Der Rittergarten (El jardín de los caballeros). Los poemas de Su Señoría, bendito y conocido melancólico de Knitterthal. Sin datos editoriales; 1981.
- Alkibiades Zickle, Emilio Graesli: Cuando truena y relampaguea: Feierobendgedichte und sonschtiges. (Poemas para la tarde y otros) O. P. Veit, Stuttgart; Edición propia, 1982.
- Cannstatter G’schnatter (Cacareo de Cannstatt). Poemas de Alkibiades Zickle. Dibujos de Marc Johann. Galería Jakobsbrunnen; Stuttgart- Bad Cannstatt 1982.
- Stuttgarter Hufschlag. Antigua y nueva Stuttgart. Poemas. Alkibiades Zickle (Autor), Marc Johann (Ilustrador). Galería Jakobsbrunnen; Stuttgart-Bad Cannstatt 1982.
- Willy Wiedmann: 1964-1989 25 años de la Galería Jakobsbrunnen. Edición propia; Stuttgart-Bad Cannstatt 1989.
- Willy Wiedmann: 50 años de la Galería Kunsthöfle en Bad Cannstatt; (Ed.): Galería Kunsthöfle en Bad Cannstatt. Red.: Willy Wiedmann; Stuttgart-Bad Cannstatt 1986.

## Actividades
Wilhem Wiedmann se implicó además en numerosas asociaciones y organizaciones. Entre otras cosas fue subastador en eventos benéficos, crítico de arte y miembro en diversas asociaciones, como por ejemplo “Cultur in Cannstatt” (Cultura en Cannstatt) en Stuttgart (Cofundador, 1988). Como profesor privado enseñó a pintores famosos, con talento y éxito. Entre ellos se encontraban el actor Walter Schultheiß o la artista Laleh Bastian y Ute Hadam.

## Afiliaciones
- Galería Kunsthöfle, Stuttgart-Bad Cannstatt (Director)
- Cultura en Cannstatt (Cofundador)
- Jurado voluntario en el Tribunal regional de Stuttgart (más de 10 años)
- Director de eventos benéficos (como la mayor subasta de trajes de la Ópera Estatal de Stuttgart)